# ゴリ料理

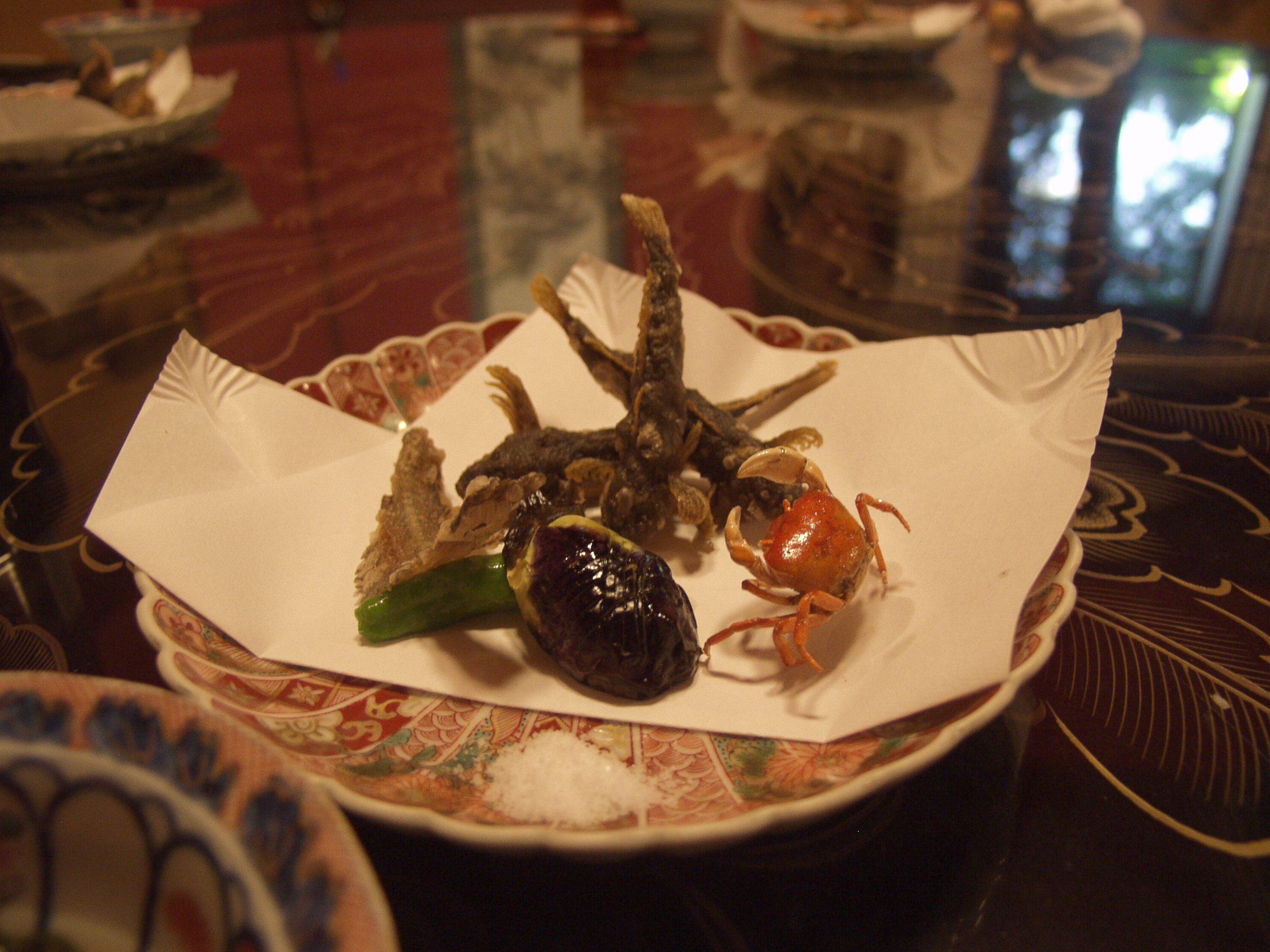
ゴリのから揚げ

ゴリ料理（鰍料理、杜父魚料理、鮖料理、ゴリりょうり）は、石川県金沢市の郷土料理。
金沢市周辺での「ゴリ」は、カサゴ目・カジカ科の淡水魚であるカジカを指す。これらは犀川などで漁が行われ、加賀料理に欠かせないものとして利用されてきた。具体的には、から揚げ・佃煮・骨酒・刺身・照り焼き・白味噌仕立て（ゴリ汁）として食される。佃煮は家庭の味として食されるほどだった。
ただし、20世紀後半頃からゴリの漁獲量が減少し、地元でも高級な食材になりつつある。河北潟で獲れるハゼ科の魚が「ウキゴリ」として代用される。
日本語で「鰍」は「ゴリ」を意味するが、中国語で「鰍」はドジョウを意味する。中国語で「ゴリ」は、「杜父魚」と書かれる。